# Coleophora axana
Coleophora axana é uma espécie de mariposa do gênero Coleophora pertencente à família Coleophoridae.